# Bernd-Uwe Reppenhagen
Bernd-Uwe Reppenhagen (* 7. Februar 1959 in Schwerin) ist ein deutscher Schauspieler.

## Leben
Bernd-Uwe Reppenhagen absolvierte seine Schauspielausbildung von 1980 bis 1984 an der Hochschule für Film und Fernsehen „Konrad Wolf“ in Potsdam-Babelsberg.
1989 spielte er am Volkstheater Rostock die Titelrolle in Iwanow. Ab der Spielzeit 1989/90 war er bis zum Ende der Spielzeit 1991/92 fest am Anhaltischen Theater in Dessau engagiert, wo er u. a. den Marquis von Posa in Don Karlos (Spielzeit 1989/90), Oberon/Theseus in Ein Sommernachtstraum (1990–1992) und den Salieri in Amadeus (Spielzeit 1991/92) spielte. Als Gast trat er dort später u. a. als Clifford Bradshaw im Musical Cabaret (Spielzeit 1995/96), als Caesar in Antonius und Cleopatra (1996) und von 1994 bis 2008 immer wieder als „Faust“ in der Inszenierung von Helmut Straßburger auf.
Von 2002 bis 2004 war er fest am Theater der Landeshauptstadt Magdeburg engagiert. Hier gehörten Oskar in Geschichten aus dem Wienerwald (2002), Vater Capulet in Romeo und Julia (2002–2003) und Krogstad in Nora oder Ein Puppenheim (2004) zu seinen Hauptrollen. 2004–2005 gastierte er an der Komödie Dresden in einer Inszenierung von Jürgen Wölffer.
Erste Filmarbeiten übernahm Reppenhagen noch vor der „Wende“ bei der DEFA. Für das Kino arbeitete er u. a. mit Regisseuren und Regisseurinnen wie Ralf Kirsten, Bernhard Stephan, Rolf Losansky, Margarethe von Trotta, Uli Edel und Juan Carlos Medina.
In den 1990er und 2000er Jahren spielte er in Episodenrollen in zahlreichen Fernsehserien mit. In der TV-Serie Für alle Fälle Stefanie spielte er von 1996 bis 2001 in einer durchgehenden Serienrolle den Verwaltungschef des Luisenkrankenhauses Dr. Olaf Zehler. In der 3. Staffel der ZDF-Krimiserie SOKO Wismar (2005) übernahm er eine Episodenhauptrolle als tatverdächtiger Bruder eines ermordeten Jägers. In zwei großen TV-Zweiteilern verkörperte er historische Figuren: den General Friedrich Olbricht in Stauffenberg – Die wahre Geschichte (2009) und den Nazi-Diplomaten Ernst von Weizsäcker in Gottes mächtige Dienerin (2011).
Reppenhagen lebt in Berlin.

## Filmografie (Auswahl)
- 1983: Der Mann und sein Name (Fernsehfilm)
- 1984: Wo andere schweigen (Kinofilm)
- 1985: Irrläufer (Fernsehfilm)
- 1988: Bereitschaft Dr. Federau: Geisterrufer (Fernsehserie, eine Folge)
- 1990: Flugstaffel Meinecke (Fernsehserie, Serienrolle)
- 1990: Rückkehr aus der Wüste (Kinofilm)
- 1990: Abschiedsdisco (Kinofilm)
- 1992: Tandem (Fernsehfilm)
- 1993: Zirri – Das Wolkenschaf (Kinofilm)
- 1994: Gute Zeiten, schlechte Zeiten (Fernsehserie, Folgen 418/419)
- 1994: Das Versprechen (Kinofilm)
- 1994; 2000: Im Namen des Gesetzes: Tödliches Wissen (Fernsehserie, zwei Folgen)
- 1995: Freunde fürs Leben: Fernsehstars (Fernsehserie, eine Folge)
- 1996–2001: Für alle Fälle Stefanie (Fernsehserie, Serienrolle)
- 1998: Hinter Gittern – Der Frauenknast: Vertrauensbeweise (Fernsehserie, eine Folge)
- 2005: SOKO Wismar: Jagdfieber (Fernsehserie, eine Folge)
- 2007: Küstenwache: Schiff der Detektive (Fernsehserie, eine Folge)
- 2008: Meine wunderbare Familie (Fernsehreihe)
- 2009: Stauffenberg – Die wahre Geschichte (Fernsehzweiteiler)
- 2009: Großstadtrevier: Trinkgeld (Fernsehserie, eine Folge)
- 2011: Gottes mächtige Dienerin (Fernsehzweiteiler)
- 2011: Der letzte Bulle: Kita des Grauens (Fernsehserie, eine Folge)
- 2011: Inga Lindström: Frederiks Schuld (Fernsehreihe)
- 2012: Painless – Die Wahrheit ist schmerzhaft (Kinofilm)
- 2013: Morden im Norden: Zahr und Zimmermann (Fernsehserie, eine Folge)
- 2015: Tatort: Ätzend (Fernsehreihe)